# Turandot (opera)
Turandot is de laatste Italiaanse opera van Giacomo Puccini, door hem bij zijn dood in 1924 onvoltooid achtergelaten en in 1926 voltooid door Franco Alfano.

## Geschiedenis
Het verhaal is gebaseerd op de gelijknamige commedia dell'arte van Carlo Gozzi uit 1762, die zelf berust op het sprookje Turandot, dat voor zover bekend voor het eerst in de 13e eeuw is opgetekend. Het Perzische woord Turandot betekent dochter van Turan, een regio in Centraal-Azië.
Alfano heeft de onvoltooide opera verder afgemaakt aan de hand van Puccini's aantekeningen. Het libretto is geschreven door Giuseppe Adami en Renato Simoni naar Gozzi's toneelstuk. De première vond plaats op 25 april 1926 in La Scala in Milaan. In 2001 heeft Luciano Berio een nieuwe finale gecomponeerd die muzikaal een menselijker kant van de titelfiguur laat horen en zien.

## Synopsis

### Eerste bedrijf
Voor het keizerlijk paleis. In Peking heeft prinses Turandot een decreet uitgevaardigd. De man die met haar wil trouwen, moet drie raadsels oplossen. Als hij daar niet in slaagt, zal hij worden onthoofd. Prins Calaf is net in Peking aangekomen en is getuige van de ophanden zijnde onthoofding van de prins van Perzië. In de mensenmenigte ontdekt hij zijn vader Timur, die wordt begeleid door de slavin Liu. Timur was ooit koning van de Tataren, maar is inmiddels overwonnen en verbannen. Omdat Timur en Calaf lang van elkaar gescheiden zijn geweest, vertellen ze hun belevenissen aan elkaar. Het blijkt dat Liu bij Timur is gebleven omdat ze verliefd is op Calaf, en hoopte door bij Timur te blijven Calaf weer terug te zien.
Inmiddels heeft de menigte medelijden gekregen met de prins van Perzië. De roep om genade vindt echter geen gehoor bij Turandot. Op het moment dat Turandot verschijnt wordt Calaf verblind door haar schoonheid en hij wordt onmiddellijk verliefd op haar. Timur en Liu proberen op hem in te praten, maar dat heeft geen succes. Ook Ping, Pang en Pong kunnen hem niet op andere gedachten brengen. Zelfs de beul met het hoofd van de prins van Perzië heeft geen effect op hem. Calaf slaat drie maal op de gong om aan te geven dat hij de volgende huwelijkskandidaat is.

### Tweede bedrijf

#### Eerste toneel
Een paviljoen bij het paleis bij nacht. Ping, Pang en Pong beklagen zich over hun lot, omdat ze steeds weer mee moeten maken hoe jonge prinsen onthoofd worden. Zij voorspellen echter dat er iemand zal zijn die de drie raadsels op zal lossen. Dan worden ze geroepen om aanwezig te zijn bij de test van Calaf.

#### Tweede toneel
Hof van het paleis bij nacht. De keizer smeekt Calaf tevergeefs om van gedachten te veranderen. Turandot legt vervolgens de aanleiding van het decreet uit (In questa reggia): een van haar voorouders is ooit verslagen door een prins uit een vreemd land en in gevangenschap meegevoerd. Van verdriet en schaamte is zij toen overleden. Turandot is vastbesloten wraak te nemen op elke buitenlandse prins, die met haar zou willen trouwen. Zij geeft Calaf nog een kans om zich terug te trekken, maar hij weigert opnieuw. Acht wijze mannen vormen de jury.
Turandot presenteert haar eerste raadsel: Wat wordt elke nacht geboren en sterft bij zonsopgang? Na wat nadenken antwoordt Calaf: Hoop. De acht wijze mannen keuren dat antwoord goed. Turandot geeft haar tweede raadsel op: Wat is warm en rood als een vlam, maar is geen vuur? In de aanwezigheid van Turandot begint Calaf te twijfelen, maar hij geeft toch zijn antwoord: Bloed. Weer wordt het antwoord goedgekeurd. Een geërgerde Turandot presenteert haar laatste raadsel: Wat is als ijs, maar brandt toch? Ze daagt Calaf uit, maar wederom heeft Calaf het juiste antwoord paraat: Turandot zelf. De menigte juicht, maar Turandot is ontzet. Ze smeekt de keizer om haar niet uit te huwelijken, maar deze weigert: hij kan niet op zijn belofte terugkomen. Calaf bevrijdt haar echter van haar belofte, omdat hij wil dat zij van hem houdt. Hij presenteert haar zijn eigen raadsel: voor zonsopgang moet zij zijn naam te weten komen. Als haar dat lukt, is hij bereid alsnog te sterven.

### Derde bedrijf

#### Eerste toneel
Een paviljoen in de paleistuin bij nacht. Turandot heeft een nieuw decreet uitgevaardigd: geen moeite mag gespaard worden om de naam van de prins te ontdekken. Als iemand zijn best niet doet om daarachter te komen, zal hij sterven. Calaf overpeinst dat hij zijn naam pas zal onthullen als hij haar liefde gewonnen heeft (Nessun dorma), en bij zonsopgang zal hij haar winnen.
Ping, Pang en Pong smeken Calaf om zijn naam te onthullen. Ze bieden hem geld, vrouwen, eer en een vrije aftocht aan. Calaf wil er echter niets van horen. Op dat moment worden Timur en Liu door een groepje soldaten binnengebracht. Turandot wordt op de hoogte gebracht en geeft opdracht om Timur net zo lang te martelen totdat hij de naam prijsgeeft. Liu komt tussenbeide en zegt dat alleen zij de naam kent. Liu verzekert Calaf dat zij zijn naam niet zal noemen, ondanks de martelingen door Ping. Turandot vraagt Liu wat haar zoveel kracht geeft. Liu antwoordt dat het liefde voor de prins is. Turandot geeft opdracht om de martelingen weer door te laten gaan, maar Liu weet te ontsnappen en loopt op Turandot af. Zij voorspelt dat Turandot uiteindelijk van de prins zal gaan houden, en daarvoor is zij bereid haar leven op te geven. Ze grist een dolk weg bij een van de soldaten en steekt zichzelf neer. Ze valt dood neer aan Calafs voeten. In een processie wordt het lichaam van Liu afgevoerd, gevolgd door Timur.
Hier eindigt het werk van Puccini. De rest is het verhaal zoals dat is voltooid door Franco Alfano naar de aantekeningen van Puccini.
Calaf en Turandot blijven achter. Hij probeert Turandot van hem te laten houden. Hij kust haar, maar zij verzoekt hem te vertrekken. Hij blijft haar echter in een omhelzing vasthouden, en Turandot bekent dat zij vanaf het moment dat zij hem zag zowel lief had, alsook bang voor hem was. Ze vraagt hem nogmaals te vertrekken. Op dat moment gaat Calaf voor de ultieme test van de liefde: hij vertelt haar zijn naam, en legt zo zijn leven in haar handen.

#### Tweede toneel
Hof van het paleis. Turandot verklaart dat zij de naam van de prins weet: "Zijn naam is... Liefde". De verzamelde menigte, die bang was voor een nieuwe executie, barst in juichen uit.

## Bekende aria's

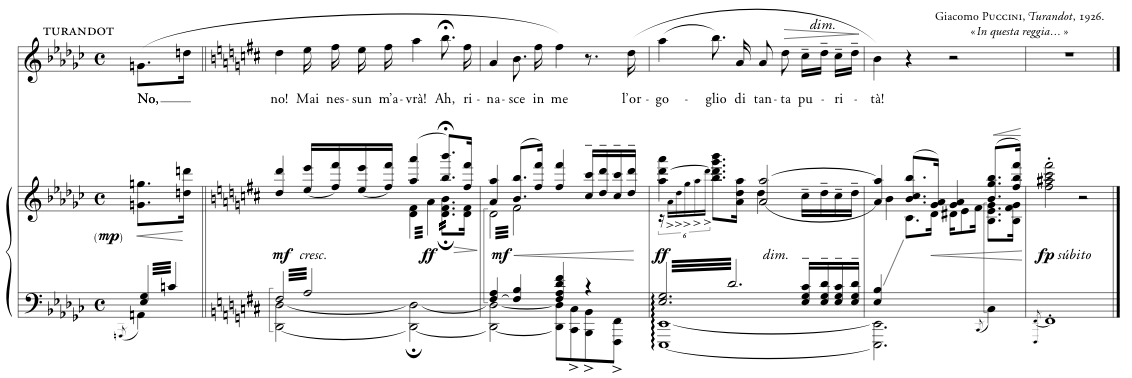
Een deel van de aria In questa reggia

- In questa reggia (Turandot, tweede bedrijf, tweede toneel)
- Nessun dorma (Calaf, derde bedrijf, eerste toneel)
- Non piangere, Liu (Calaf, eerste bedrijf)

## Bijzondere opvoeringen
- In 1926 legde dirigent Arturo Toscanini na de aria Tu, che di gel sei cinta zijn baton neer, draaide zich om naar het publiek, en kondigde aan: "Hier eindigt de opera, die onvoltooid is gelaten, omdat de maestro op dit punt is overleden". Op dat moment werden de gordijnen gesloten.
- In 1998 werd Turandot in de Verboden Stad in Peking opgevoerd met Zubin Mehta als dirigent. Deze uitvoering is opmerkelijk omdat China tot dat moment uitvoeringen van Turandot had verboden.
- Bij de productie in december 2022 door De Nationale Opera (DNO) in Amsterdam in de regie van Barrie Kosky onder dirigent Lorenzo Viotti waren toneel en decor ontdaan van alle Chinese elementen en referenties. Prinses Turandot was tijdens de gehele opera niet te zien, maar zong vanaf de lichtbrug. Het koor was het volk van Peking en tegelijkertijd ook Turandot, een geestverschijning, een prinses in het dodenrijk. De opera eindigde na de dood van Liu met een epiloog met als premisse: Turandot bestaat niet.[1]

## Turandot in de bioscoop
- Op het einde van de film The Life of David Gale (2003) van Alan Parker wordt de scène verwerkt waarin Liu zelfmoord pleegt. Dit citaat is een echo van de zelfmoord van een personage uit de film.
- In de film Mission Impossible: Rogue Nation (2015) van Christopher McQuarrie wordt in een bijna tien minuten durende actiescène gepoogd een moordaanslag op de Bondskanselier van Oostenrijk te plegen tijdens de uitvoering van deze opera in Wenen.

Le Villi (1884) · Edgar (1889) · Manon Lescaut (1893) · La bohème (1896) · Tosca (1900) · Madama Butterfly (1904) · La Fanciulla del West (1910) · La rondine (1917) · Il trittico: Il tabarro (1918) · Il trittico: Suor Angelica (1918) · Il trittico: Gianni Schicchi (1918) · Turandot (1926)